# Chicago (mjuzikl)
"Chicago" je jedan od najpoznatijih i najizvođenijih mjuzikala u svijetu. Originalnu glazbu skladao je John Kander, a autor stihova je Fred Ebb. Radnja mjuzikla smještena je u vrijeme "ludih dvadesetih" kad je na snazi bila prohibicija. Mjesto radnje je grad Chicago, u to vrijeme najozloglašeniji grad u SAD-u u kojem su vladali kriminalci i lopovi. Ovaj mjuzikl je satira na korupciju u ondašnjem američkom sudstvu te na sveopći novinarski senzacionalizam. Mjuzikl "Chicago" je baziran na istoimenoj kazališnoj predstavi iz 1926. godine autorice Maurine Dallas Watkins, a koja je napisana na osnovu raznih ubojstava u Chicagu o kojima je kao novinarka izvještavala. 
Mjuzikl "Chicago" prvi je put izveden na Broadwayu u New Yorku 1975. godine. Originalna produkcija mjuzikla je izveden čak 936 puta. U toj produkciji koreograf je bio Bob Fosse i stil te koreografije čvrsto je vezan uz identitet mjuzikla. Tek 1996. godine mjuzikl je ponovno oživljen, također u broadwayskoj produkciji. Ta je produkcija u povijest ušla kao najdulje izvođena obnova nekog mjuzikla s čak 4400 izvedaba prema podatcima iz srpnja 2007. godine. Nakon te obnovljene produkcije, "Chicago" je još jednom postavljen na londonskom West endu 1997. godine. Nakon toga zaredale su se mnoge nove produkcije i turneje diljem svijeta. 2002. godine po popularnom je mjuziklu snimljen još popularniji, istoimeni film.

## "Chicago" u Hrvatskoj
Mjuzikl "Chicago" se prvi put u Hrvatskoj pojavljuje u produkciji i izvedbi Gradskog kazališta "Komedija" iz Zagreba. Premijerno je izveden 29. i 30. travnja 2004. godine u istom kazalištu. 

### Podjela
- Dora Ružjak Podolski, redateljica
- Dinko Appelt, dirigent
- Igor Barberić, koreograf
- Mirjana Zagorec, kostimografkinja
- Ivo Knezović, scenograf
- Tamara Curić, asistentica koreografa
- Mihovil Dulčić, jezični savjetnik
- Lili Čaki, savjetnica za mađarski jezik
- Ivan Balić - Cobra, fotograf
- Branko Knotek, organizator orkestra
- Zlatko Kelnerić, inspicijent
- Dorotea Krivec, šaptačica

### Likovi
- Mila Elegović/Renata Sabljak, kao Roxie Hart
- Bojana Gregorić/Hana Hegedušić, kao Velma Kelly
- Jasna Bilušić/Sanja Marin, kao Mama Morton
- Dražen Čuček/Igor Mešin, kao Billy Flynn
- Ljubo Zečević/Dražen Bratulić, kao Amos Hart
- Hrvoje Banaj/Dragan Peka, kao Mary Sunshine

### Nagrade

#### Nagrade hrvatskog glumišta 2004.
- za najbolju predstavu u cjelini
- za najbolje dirigentsko ostvarenje (Dinko Appelt)
- za najbolje koreografsko ostvarenje (Igor Barberić)
- za najbolje redateljsko ostvarenje (Dora Ružjak Podolski)
- za najbolje umjetničko ostvarenje (ženska uloga - Mila Elegović Balić, za Roxie Hart)
- za izuzetno ostvarenje mladog umjetnika (Hana Hegedušić, za Velmu Kelly)